# Graždanka

Graždanka. 1707

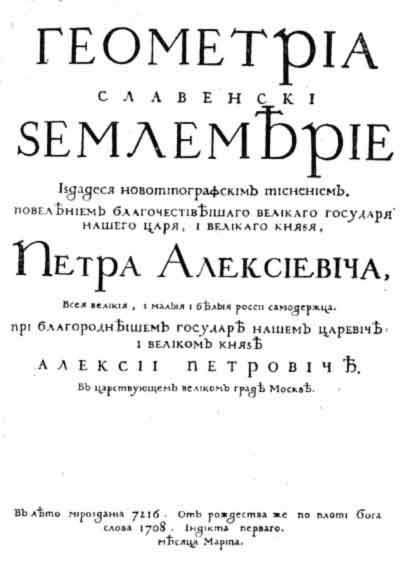
Obálka první knihy publikované v graždance: Геометриа славенски землемерие, Петр Алексиевич (1708, učebnice geometrie)

Graždanka (zkratka z ruského гражда́нский шрифт, tj. písmo světské) je původně jen grafická obměna ruské cyrilice sblížená k latinské antikvě, později s vypuštěním některých dosavadně méně používaných písmen. Graždanka vznikla v dobách Petra Velikého v letech 1708–1711 a nakonec byla podle ní modifikována i další cyrilická písma.

## Reformy graždanky
V době vlády Kateřiny II. přišla první reforma graždanky, která měla zajistit plnou možnost zápisu ruských textů (původní cyrilice prvotně sloužila k zápisu textů církevněslovanských a staroslověnských). Tato reforma přinesla následující změny:
- zrušení písmen označujících hlásky, které se původně vyskytovaly v církevní slovanštině, ale už se nevyskytovaly v ruštině (např. nosové samohlásky v tu dobu již vyslovované jako „u“)
- zrušení písmen určených pouze pro tradiční zápis čísel (ve staroslověnštině se zapisovala čísla některými klasickými písmeny psanými vedle sebe, z nichž každému byla udělena číselná hodnota a součet těchto hodnot označoval zapisované číslo; nad prvním a posledním písmenem pak byl připsán znak titlo graficky podobný tildě)
- přidání písmene Э, aby bylo možno lépe zapisovat výpůjčky z jiných jazyků (písmeno E mohlo být čteno jako „je“ nebo „e“ v závislosti na sousedních písmenech, ale toto pravidlo se týkalo výlučně ruských slov, zatímco ve výpůjčkách mohla být výslovnost jiná – písmeno Э je použito tehdy, pokud je slovo v původním jazyce vyslovováno jako „e“, zatímco v tradičním způsobu čtení by bylo vyslovováno jako „je“). Tato reforma ale nemění zavedený pravopis ruských výrazů často založený na následovnictví staroslověnského pravopisu (proto např. „je“ je v závislosti na výrazu zapisováno písmenem E nebo Ѣ.)

Po roce 1917 byla provedena poslední reforma pravopisu, která zrušila další zbytečná písmena a dále zjednodušila a sjednotila pravopis (odtud se např. „je“ píše výlučně jako E).
Na základě této reformy ruského písma byla v 18.–19. století modifikována i další cyrilická písma, jak stará (bulharské, srbské), tak nová (ukrajinské, běloruské, moldavské, makedonské a laponské). Ve 20. stol. se toto písmo rozšířilo k zápisu různých jazyků na území SSSR a v Mongolsku. Tato situace trvá v zásadě dosud, ačkoliv některé z těchto jazyků přešly na latinku. Ve většině těchto lokálních odměn graždanky byla přidána dodatečná písmena pro zápis hlásek, které se nevyskytují v ruštině.
Stará („církevní“) podoba cyrilice (poluustav) je dnes zachován pouze při vydávání církevních knih v církevní slovanštině, ačkoliv i ty se čím dál častěji tisknou graždankou. To se týká zejména pomůcek vydávaných pro potřeby věřících (modlitebníky, zpěvníky).